# Odorrana zhaoi
Odorrana zhaoi é uma espécie de anfíbio anuro da família Ranidae. Está presente na China. A UICN classificou-a como em perigo de extinção.